# Parabotia dubia
Parabotia dubia är en fiskart som beskrevs av Maurice Kottelat 2001. Parabotia dubia ingår i släktet Parabotia och familjen nissögefiskar. IUCN kategoriserar arten globalt som otillräckligt studerad. Inga underarter finns listade i Catalogue of Life.